# Aeroporto di Thiene
L'Aeroporto di Thiene "Arturo Ferrarin"  (IATA: nessuno, ICAO: LIDH) è un piccolo aeroporto situato a pochi chilometri dal centro di Thiene (provincia di Vicenza) nel Veneto.
È un aeroporto «all’avanguardia da un punto di vista sia funzionale sia estetico». A dirlo sono stati i numerosi visitatori degli ultimi anni.
Centro indiscusso per quanto riguarda le attività e gli sport concerni il volo: dal paracadutismo al volo con gli elicotteri.
Nonché, sede per la protezione civile, l’aeroporto di Thiene, infatti, può ospitare i mezzi aerei antincendio della Protezione Civile. Un ruolo nevralgico, non solamente per Vicenza, ma per tutto il bacino del Veneto in caso di necessità.
È situato a Nord di Vicenza a 10 km dal centro ed è collegato con il centro da autobus e taxi.
L'aeroporto viene utilizzato per voli turistici e per manifestazioni.
Sede di varie scuole di volo.
Nei giorni 16/17 ottobre 2021 si è svolta una grande manifestazione aerea per ricordare il 100º anniversario dell'impresa della trasvolata di Roma - Tokyo che vide protagonista Arturo Ferrarin. Per l'occasione sono intervenute anche le frecce tricolori a suggellare la chiusura delle celebrazioni in Città.